# Sidi Slimane (Marrocos)
Sidi Slimane (em árabe: سيدي سليمان; romaniz.: sidy slimān) é uma cidade do noroeste de Marrocos, capital da província homónima, que faz parte da região de Gharb-Chrarda-Beni Hssen. Em 2004 tinha 78 036 habitantes e estimava-se que em 2012 tivesse 88 559 habitantes. Contando as áreas urbanas adjacentes à comuna, a população da cidade ascende a 150 000 habitantes.[carece de fontes?]
Situa-se nas margens do uádi Beht, um afluente do rio Sebu, 65 km a leste da cidade portuária de Kenitra, 66 km a noroeste de Mequinez e 110 km a oeste de Fez. É um centro agrícola importante da fértil planície do Gharb, onde se produzem citrinos, cereais, beterrabas e diversos legumes, parte deles para exportação.
Durante a colonização francesa, Sidi Slimane era apelidade de "Pequena Paris". Os pintores Hans Kleiss e Yvonne Kleiss-Herzig viveram ali desde 1952.[carece de fontes?]
A comuna assistiu a uma forte emigração, tanto para as cidades marroquinas de Fez, Rabat, Tânger e Casablanca, como para países do sul da Europa, sobretudo para Espanha e França a partir dos anos 1970. Esses emigrantes trabalham principalmente na agricultura, mas também na indústria. A região sudeste de França de Lot e Garona e, mais especificamente para os arredores de Tonneins e Aiguillon tem uma importante comunidade de imigrantes de Sidi Slimane. Em 2006, a delegação do Banco Popular de Marrocos foi a que recebeu mais remessas de emigrantes no estrangeiro em todo o país.[carece de fontes?]
A Quinta Base Aérea das Forças Aéreas Reais de Marrocos situa-se 10 km a sudoeste de Sidi Slimane. Construída nos anos 1950, foi usada pelo Strategic Air Command dos Estados Unidos para serviço de bombardeiros estratégicos, inicialmente B-29's e posteriormente B-47's e Convair B-36's. A base foi entregue ao governo de Marrocos em 30 de setembro de 1963, mas continuou a ser usada ocasionalmente por B-52's e Boeings KC-135 americanos.